# Maurice Fréchet
Maurice René Fréchet (Maligny, 2 de setembro de 1878 — Paris, 4 de junho de 1973) foi um matemático francês.
Fréchet frequentou a escola em Paris, no Lycée Buffon, onde Jacques Hadamard foi seu mestre, incentivando seu talento matemático. Estudou na École normale supérieure, onde doutorou-se em 1906. Foi então professor em Poitiers (1910 - 1919), Estrasburgo (1920 - 1927) e em Paris (1928 - 1949). Em 1956 foi eleito membro da Académie des sciences.
Introduziu os espaços métricos na análise funcional em seu trabalho de doutorado de 1906. Estabeleceu os fundamentos da topologia, em suas pesquisas sobre abstração nos trabalhos de Vito Volterra, Cesare Arzelà, Jacques Hadamard e Georg Cantor.
Introduziu também os termos convergência uniforme e continuidade uniforme. Foi o primeiro a utilizar o termo espaço de Banach, em 1928, quando na ocasião denominou o espaço de sequências {\displaystyle l^{p}}como espaço de Banach.
Seu nome é lembrado em:
- Filtro de Fréchet
- Derivada de Fréchet
- Espaço de Fréchet
- Métrica de Fréchet

## Obras
- Sur quelques points du calcul fonctionnel (1906)
- Les Espaces abstrait (1928)